# 歐洲城市與區域研究
《歐洲城市與區域研究》（英語：European Urban and Regional Studies）是一份1994年起出版的英語都市研究（urban studies）學術期刊，由SAGE Publications出版，現任主編是瑪麗王后學院人文地理學教授亞德里恩·史密斯（Adrian Smith）。
根據《期刊引證報告》數據顯示，《歐洲城市與區域研究》在2011年時的影響因子是1.673，在89份環境研究期刊中排名第27、在37份都市研究期刊中排名第4。

## 外部連結
- 《歐洲城市與區域研究》在出版社官網的介紹 （页面存档备份，存于） （英文）